# Alacakaya
Alacakaya là một huyện thuộc tỉnh Elazığ, Thổ Nhĩ Kỳ. Huyện có diện tích 268 km² và dân số thời điểm năm 2007 là 8306 người, mật độ 31 người/km².